# Jamlitz
Jamlitz település Németországban, azon belül Brandenburgban. Lakosainak száma 513 fő (2023. december 31.). Jamlitz Lieberose községgel határos.

## Népesség
A település népességének változása:
| Lakosok száma | 523  | 526  | 506  | 512  | 513  |
|               | 2017 | 2019 | 2021 | 2022 | 2023 |